# Dimitri Bontenakel
Dimitri Bontenakel (1971) is een Belgisch schrijver, die woont en werkt in Antwerpen.